# Parole chiave (singolo)
Parole chiave è un brano musicale hip hop del rapper Marracash, estratto come terzo singolo dall'album Fino a qui tutto bene del 2010. Il brano è stato reso disponibile per il download digitale e l'airplay radiofonico il 23 novembre 2010.

## Il video
Sul canale ufficiale YouTube di Marracash sono stati presentati due diversi videoclip prodotti per Parole chiave. Il primo, postato il 22 novembre con la definizione "pre-video", è stato diretto da Yo Clas! e gira completamente su un primo piano del rapper, mentre sullo schermo compaiono alcuni passaggi del testo del brano. La versione definitiva del video è stata postata il 2 dicembre ed è sempre diretta da Yo Clas! In questa seconda versione del video Marracash si muove in un ambiente post-apocalittico, in cui le città sono completamente distrutte ed avvolte dalle fiamme.